# Благотворително дружество „Баница“
Благотворителното дружество „Баница“ е неполитическа организация на македонски българи, бежанци от леринското село Баница в Торонто, Канада.
Създадено е на 26 юни 1911 година година в Торонто и продължава да съществува. Паралелно с него съществува гръцкото македонско дружество „Веви“, създадено през 1929 година от емигранти от същото село.
През 2011 г. сдружението отбеляза своята 100-годишнина от основаването с голямо тържество с музиканти, поканени от Леринско.